# Francisco de Paula Victor
Francisco de Paula Victor (Campanha, 12 aprile 1827 – Três Pontas, 23 settembre 1905) è stato un presbitero brasiliano, proclamato beato il 14 novembre 2015 da papa Francesco.

## Biografia
Nacque il 12 aprile 1827 nella città di Campanha da Princesa da Beirathe (ora Campanha), allora parte dell'Impero del Brasile, da una schiava, Lourença Justiniana de Jesus, e da un padre sconosciuto. Fu battezzato il 20 aprile successivo. La sua madrina era la proprietaria di sua madre, Marianna Santa Barbara Ferreira, nota per il trattamento dignitoso riservato ai suoi schiavi.
Sotto la guida di Ferreira, Victor imparò a leggere e scrivere oltre ad apprendere la lingua francese e le sfumature del pianoforte. Era apprendista presso un sarto ma il suo unico desiderio era diventare prete, cosa che sua madre riteneva impensabile dal momento che i neri non erano mai diventati preti. Questa era una prospettiva che gli altri intorno a lui si affrettarono ad abbattere. Inoltre, secondo la legge ecclesiastica, c'era un ostacolo a questo in quanto era un bambino nato fuori dal matrimonio. Il suo proprietario si rivolse al parroco della città, Antonio Felipe de Araújo, che lo aiutò in questa ricerca. Invitò il vescovo locale, Antônio Ferreira Viçoso, vescovo di Mariana, a incontrare il ragazzo e determinare se avrebbe rinunciato a questi impedimenti al suo esercizio degli ordini sacri.
Il vescovo si pronunciò positivamente in suo favore e Vittorio iniziò i suoi studi nel seminario di Mariana sotto la guida del suo parroco dal 5 giugno 1849, dopo essere stato liberato dal suo proprietario. Dovette sopportare molte discriminazioni da parte dei suoi compagni seminaristi, fu trattato come uno schiavo e gli furono assegnati compiti che andavano dal lucidare le scarpe degli altri seminaristi allo pulire i pavimenti. Un seminarista ha riconosciuto più tardi i suoi meriti: "Vittorio era paziente, sempre paziente" mentre un altro ha scritto che "Vittorio aveva sempre speranza". Fu grazie alla sua natura umile e alla sua assoluta determinazione a diventare prete che riuscì a conquistare la simpatia di tutti.
Fu ordinato sacerdote il 14 giugno 1851 da Viçoso (che è onorato come venerabile). Gran parte della popolazione non accettava che un ex schiavo nero potesse diventare sacerdote e quindi rifiutava di ricevere da lui il Santissimo Sacramento. Un anno dopo fu inviato dal vescovo a servire come vicario della parrocchia di Três Pontas, dove avrebbe prestato servizio fino alla morte, succedendo presto al parroco dopo la sua morte. All'inizio fu accolto con confusione e rabbia dall'élite bianca proprietaria di schiavi della città che comprendeva un terzo della popolazione, il resto erano schiavi. Durante le messe che celebrava, veniva sottoposto dai parrocchiani bianchi a scherzi offensivi e ad altre umiliazioni che gli venivano rivolte. Nonostante ciò, fu risoluto nel predicare la Parola di Dio e nell'adempiere ai suoi doveri di parroco.
Viveva di sole donazioni e abitava in una semplice cascina dove presto si fece conoscere per il suo carattere umile e caritatevole verso tutti coloro che avevano bisogno di aiuto. Una delle iniziative da lui promosse fu l'istituzione del Collegio della Sacra Famiglia (Sagrada Familia): era aperto a tutti i bambini, senza distinzione di razza, ed insegnava ai bambini la musica e la lingua francese, come lui stesso aveva imparato una volta, e istruiva anche nel catechismo della fede cattolica. Successivamente costruì la Chiesa di Nossa Senhora d'Ajuda (Nostra Signora dell'Aiuto), che era la chiesa più grande dello stato ed è ora onorata come basilica minore.
Morì il 23 settembre 1905 dopo aver subito un ictus, dopo un cinquantennio vissuto da parroco. Dopo che le sue spoglie rimasero in esposizione per un periodo di tre giorni a causa del lutto diffuso, fu sepolto nella sua chiesa parrocchiale.

## Culto

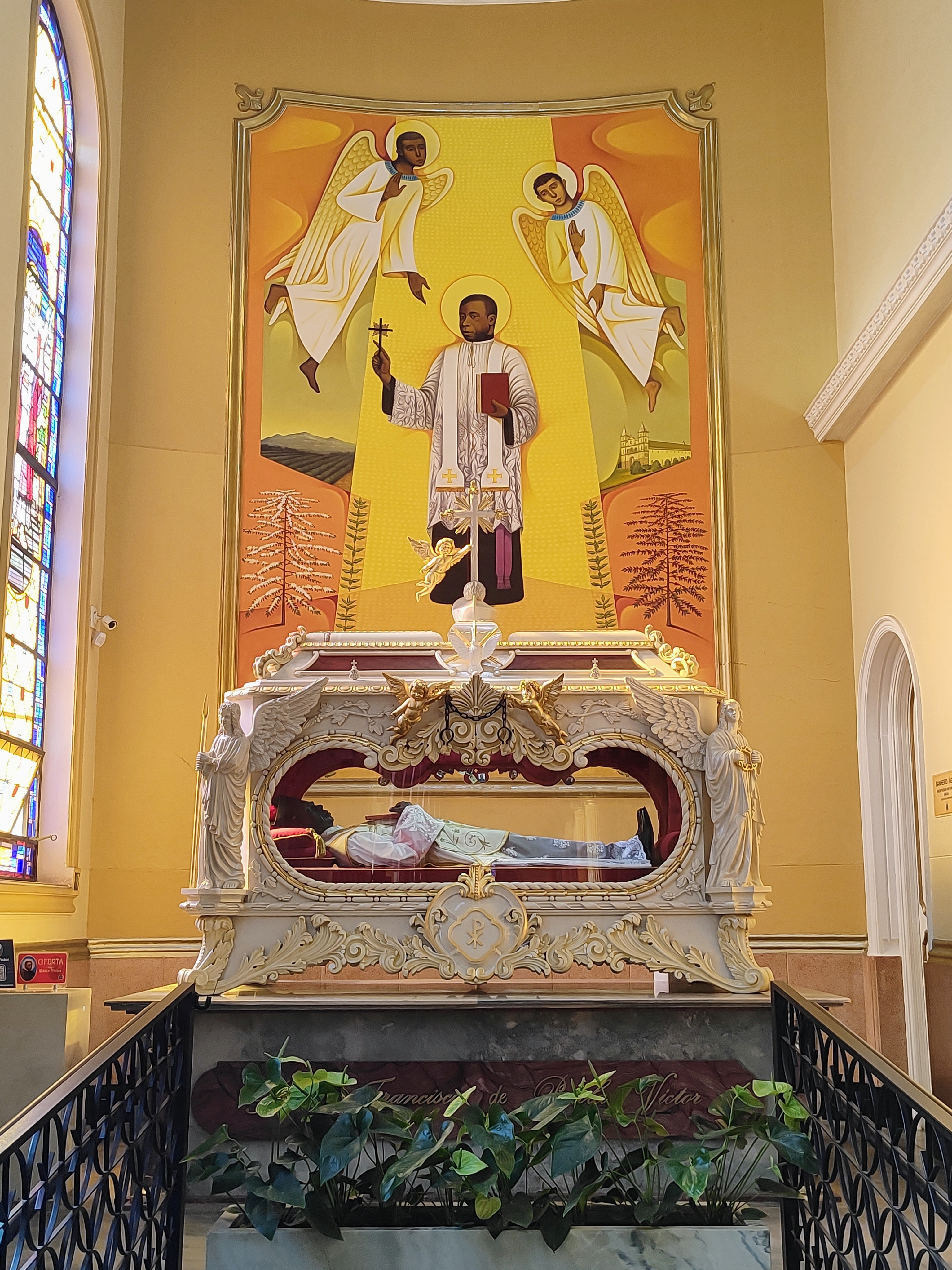
Tomba del beato

La causa di beatificazione è stata aperta dalla diocesi di Campanha, alla quale oggi appartiene Três Pontas, dopo che la Congregazione delle cause dei santi ne ha approvato l'apertura il 10 agosto 1992. Due processi locali sono stati aperti dal 1993 al 1995 e nel 1998. Entrambi sono stati convalidati il 18 dicembre 1998. I suoi resti furono riesumati nel 1999 come parte del processo di beatificazione, dopodiché furono sepolti nuovamente in un nuovo sarcofago nella chiesa.
La positio per la beatificazione di Victor è stata presentata dalla diocesi alla Santa Sede nel 2002 per la valutazione. Papa Benedetto XVI lo ha proclamato venerabile nel 2012 dopo il riconoscimento della sua vita di virtù eroiche. Un miracolo attribuito alla sua intercessione riguardante la guarigione inspiegabile di un abitante della città che è stato dichiarato tale dai periti teologi del Vaticano il 17 ottobre 2013. Questo è stata approvato da Papa Francesco il 5 giugno 2015 e ha permesso la sua beatificazione, avvenuta il 14 novembre 2015. Il cardinale Angelo Amato, prefetto della Congregazione delle cause dei santi, ha presieduto la cerimonia di beatificazione in rappresentanza del papa il 14 novembre 2015 nell'ex chiesa parrocchiale di Victor.
La causa ora procede alla canonizzazione. Il postulatore della causa è Paolo Vilotta.